# Lara Butler
Lara Butler (sinh ngày 2 tháng 10 năm 1994) là một vận động viên bơi lội đến từ Quần đảo Cayman. Cùng với anh trai Geoffrey , cô đã thi đấu tại giải vô địch thế giới 2010, 2014 và 2015 và tại Thế vận hội mùa hè 2016. Kết quả giải vô địch thế giới tốt nhất của cô là vị trí thứ 25 trong cuộc đua cá nhân 400 m vào năm 2010 

## Đời sống
Lara Butler sinh ngày 2 tháng 10 năm 1994 và cô là con cả trong ba người con. Butler học bơi năm tuổi và bắt đầu thi đấu ở tuổi mười. Sau một thời gian thành công tại Thế vận hội Đảo 2015, cô đã trở thành Nữ vận động viên bơi lội của Quần đảo Cayman năm 2015. Cô cũng đã tham gia Thế vận hội Pan American và Giải vô địch thế giới. Butler giữ một số hồ sơ bơi đảo Cayman.
Năm 2016, cô đang hoàn thành khóa học tại Đại học Loughborough và nhận bằng danh dự hạng nhất. Cô đã tham gia Thế vận hội tại Rio cho Quần đảo Cayman trong đội ngũ năm người trên đảo. Cô ấy đã thi đấu ở nội dung 100m ngửa của phụ nữ, nơi cô ấy đứng thứ 29 trong bảng xếp hạng và không đủ điều kiện cho vòng bán kết. Butler là người cầm cờ cho Quần đảo Cayman trong lễ bế mạc.